# Vláda Slovenské republiky
Vláda Slovenské republiky (slovensky Vláda Slovenskej republiky) je nejvyšším orgánem výkonné moci Slovenska. Ústava ji v čl. 108 definuje jako „vrcholný orgán výkonné moci“. Představuje politické vedení veřejné správy. Má zákonodárnou iniciativu – může předkládat návrhy zákonů (čl. 87 odst. 1) a vlastní normotvornou pravomoc – může vydávat nařízení na vykonání zákona a v mezích zákona (čl. 120). Jako veřejněpolitický orgán svoji legitimitu odvozuje přímo od občana – vládu obvykle sestavuje předseda politické strany, která získala ve volbách nejvíc hlasů.
Vláda je koncepční centrum, tvoří a uskutečňuje státní politiku. Jejími úkoly je vykonávání státní správy, zabezpečování jejího výkonu na celém území republiky (celostátní působnost), přičemž do popředí vystupuje hlavně její organizátorský charakter. Má všeobecně věcnou působnost, tedy řídí, koordinuje a kontroluje všechno, co se týká výkonné moci: zabezpečuje mezinárodní, obranné, politické, ekonomické, hospodářské a jiné zájmy státu prostřednictvím své normotvorné činnosti, především tím, že vykonává zákony Národní rada. Svou řídící pravomoc uplatňuje jen vůči vykonavatelům státní správy, činnost nepodřízených subjektů (např. obcí, samosprávných krajů atd.) ovlivňuje nepřímo, vládní politikou.

## Právní postavení
Právní postavení vlády SR upravují:
- Ústava SR, šestá hlava, druhý oddíl (čl. 108–123),
- tzv. kompetenční zákon, zákon č. 575/2001 Z.z. o organizaci činnosti vlády a organizaci ústřední státní správy,
- ústavní zákon č. 227/2002 Z.z. a ústavní zákon č. 387/2002 Z.z.

## Složení
Vláda se skládá z předsedy, místopředsedů a ministrů.
- Předseda vlády řídí činnost vlády, svolává a vede její schůze.
- Místopředsedové koordinují vymezené úseky činnosti vlády a plní úlohy, kterými je pověří vláda nebo předseda vlády. Během nepřítomnosti předsedu vlády zastupuje místopředseda, kterého určí předseda vlády.
- Vláda může plněním konkrétních funkcí jmenovat (a odvolávat) svých zmocněnců, přičemž rozsah jejich pravomocí určí při jejich jmenování (např. zmocněnec vlády pro mládež a sport).
- Vláda SR si může zřizovat své poradní orgány: meziministerské orgány a rady, které plní koordinační, konzultativní a odborné úlohy. Mezi stálé poradní orgány patří Legislativní rada vlády SR, Hospodářská rada vlády SR a rada vlády SR pro vědu a techniku.

## Ministerstva Slovenské republiky
Ministerstva Slovenské republiky jsou zřízena zákonem NR SR č. 575/2001 o organizaci činnosti vlády a organizaci ústřední státní správy. Na jeho základě existují:
- Ministerstvo hospodářství
- Ministerstvo financí
- Ministerstvo dopravy
- Ministerstvo zemědělství a rozvoje venkova
- Ministerstvo vnitra
- Ministerstvo obrany
- Ministerstvo spravedlnosti
- Ministerstvo zahraničních věcí
- Ministerstvo práce, sociálních věcí a rodiny
- Ministerstvo životního prostředí
- Ministerstvo školství, vědy, výzkumu a sportu
- Ministerstvo kultury
- Ministerstvo zdravotnictví
- Ministerstvo investicí, regionálního rozvoje a informatizace
- Ministerstvo cestovního ruchu a sportu

## Čtvrtá vláda Roberta Fica
Prezidentka republiky Zuzana Čaputová jmenovala 25. října 2023 čtvrtou vládu Roberta Fica vzešlou z parlamentních voleb uskutečněných v září téhož roku. Podílí se na ní SMER – sociálna demokracia, HLAS – sociálna demokracia a Slovenská národná strana v poměru křesel 7 : 7 : 3. Na základě voleb vláda v Národní radě získala většinu 79 ze 150 mandátů.

### Členové vlády
| Úřad                                                   | Člen vlády          | Strana | Strana            | Nástup do úřadu | Odchod z úřadu  |
| ------------------------------------------------------ | ------------------- | ------ | ----------------- | --------------- | --------------- |
| Předseda vlády                                         | Robert Fico         |        | SMER-SD           | 25. října 2023  | úřadující       |
| Místopředseda vlády pro plán obnovy a eurofondy        | Peter Kmec          |        | HLAS-SD           | 25. října 2023  | úřadující       |
| Místopředseda vlády Ministr obrany                     | Robert Kaliňák      |        | SMER-SD           | 25. října 2023  | úřadující       |
| Místopředsedkyně vlády Ministryně hospodářství         | Denisa Saková       |        | HLAS-SD           | 25. října 2023  | úřadující       |
| Místopředseda vlády Ministr životního prostředí        | Tomáš Taraba        |        | navržen SNS       | 25. října 2023  | úřadující       |
| Ministr financí                                        | Ladislav Kamenický  |        | SMER-SD           | 25. října 2023  | úřadující       |
| Ministr dopravy                                        | Jozef Ráž ml.       |        | nestr. za SMER-SD | 25. října 2023  | úřadující       |
| Ministr zemědělství a rozvoje venkova                  | Richard Takáč       |        | SMER-SD           | 25. října 2023  | úřadující       |
| Ministr investic, regionálního rozvoje a informatizace | Richard Raši        |        | HLAS-SD           | 25. října 2023  | 19. března 2025 |
| Ministr investic, regionálního rozvoje a informatizace | Samuel Migaľ        |        | nestr. za SMER-SD | 19. března 2025 | úřadující       |
| Ministr vnitra                                         | Matúš Šutaj Eštok   |        | HLAS-SD           | 25. října 2023  | úřadující       |
| Ministr spravedlnosti                                  | Boris Susko         |        | SMER-SD           | 25. října 2023  | úřadující       |
| Ministr zahraničních věcí a evropských záležitostí     | Juraj Blanár        |        | SMER-SD           | 25. října 2023  | úřadující       |
| Ministr práce, sociálních věcí a rodiny                | Erik Tomáš          |        | HLAS-SD           | 25. října 2023  | úřadující       |
| Ministr školství, výzkumu, vývoje a mládeže            | Tomáš Drucker       |        | HLAS-SD           | 25. října 2023  | úřadující       |
| Ministryně kultury                                     | Martina Šimkovičová |        | nestr. za SNS     | 25. října 2023  | úřadující       |
| Ministr(yně) zdravotnictví                             | Zuzana Dolinková    |        | HLAS-SD           | 25. října 2023  | 10. října 2024  |
| Ministr(yně) zdravotnictví                             | Kamil Šaško         |        | HLAS-SD           | 10. října 2024  | úřadující       |
| Ministr cestovního ruchu a sportu                      | Dušan Keketi        |        | nestr. za SNS     | 26. ledna 2024  | 5. března 2025  |
| Ministr cestovního ruchu a sportu                      | Rudolf Huliak       |        | navržen SMER-SD   | 5. března 2025  | úřadující       |

### Počet členů podle navrhujících subjektů
| - SMER-SD | 9 |
| - HLAS-SD | 6 |
| - SNS     | 2 |